# Elsa Pfister
Pour les articles homonymes, voir Pfister.
Elsa Pfister, née à Strasbourg le 2 mai 1893 (ou 1883 selon les sources) et décédée à Darmstadt le 13 novembre 1955, est une artiste-peintre alsacienne portraitiste et paysagiste, épouse de Jules Kaufmann.

## Biographie
Fille du commerçant François Théodore Adolphe Pfister et de Frédérique Catherine Christiane Marie Knöchel,
Elsa Pfister se forma à l'École supérieure des arts décoratifs de Strasbourg, puis à Berlin auprès de Leo von Koenig (de) et Emil Orlik, et enfin à Paris chez Luc Olivier Merson. Elle exposa à Wiesbaden en 1912, et à la Maison d'art alsacienne de Strasbourg entre 1912 et 1914, puis au Magmod de Strasbourg en 1920.. Elle épousa en 1918 l'artiste-peintre Jules Kaufmann, et partit avec lui en 1920 à Darmstadt., où elle  participa en tant qu'invitée à l'exposition annuelle du groupe de Darmstadt.

## Œuvres
Elsa Pfister-Kaufmann signa ses œuvres de son nom de jeune fille. Elle réalisa entre autres les portraits de sa mère, de l'historien Georg Wolfram et du Dr Albert Schweitzer.
Elle aimait représenter les personnages dans l'exercice de leur profession, tel un tableau Orfèvre au travail et sa famille, ou encore Wilhelm Bacckhaus au piano en 1934. Mais le tableau qui la rendit célèbre est Maternité exposé en Italie en 1933-1934..